# Brauner Fettschwanzmaki
Der Braune Fettschwanzmaki (Cheirogaleus major), auch Großer Fettschwanz- oder Großer Katzenmaki genannt, ist eine Primatenart aus der Gruppe der Lemuren.

## Merkmale
Braune Fettschwanzmakis erreichen eine Kopfrumpflänge von 23 bis 25 Zentimetern und eine Schwanzlänge von 25 bis 28 Zentimetern. Ihr Körpergewicht ist starken saisonalen Schwankungen ausgesetzt und kann zwischen 250 Gramm (Oktober/November) und 600 Gramm (Februar/März) variieren. Sie sind damit die größten Vertreter der Fettschwanzmakis und der Katzenmakis überhaupt. Ihr Fell ist an der Oberseite braun oder rotbraun gefärbt, wobei die Oberseite des Kopfes etwas rötlicher sein kann. Die Unterseite ist hellgrau oder weißlich. Der Kopf ist rundlich, die Schnauze leicht langgestreckt und die Ohren unbehaart. Das Gesicht ist grau gefärbt, die für Fettschwanzmakis typischen schwarzen Ringe um die Augen sind nicht so ausgeprägt wie beim Westlichen Fettschwanzmaki, dafür ist die Nase größer und länger als bei diesem.

## Verbreitung und Lebensraum
Braune Fettschwanzmakis kommen wie alle Lemuren nur auf Madagaskar vor, wo sie die Regenwälder an der Ostküste bewohnen. Aufgrund der Beschreibung mehrerer neuer Arten von Fettschwanzmakis in den letzten Jahren sind die genauen Ausmaße ihres Verbreitungsgebietes nicht bekannt, die Art dürfte aber im östlichen Madagaskar weit verbreitet sein. Sie bewohnen bevorzugt tiefer gelegene Gebiete, sind aber bis in 1800 Meter Seehöhe zu finden. Die Populationsgrößen werden auf 75 bis 100 Individuen/km² geschätzt.

## Lebensweise und Ernährung
Diese Primaten sind nachtaktiv. Tagsüber schlafen sie in Baumhöhlen oder im Pflanzendickicht, in der Nacht gehen sie auf Nahrungssuche. Dabei halten sie sich meist in den Bäumen auf, wo sie sich vorwiegend auf allen Vieren fortbewegen – manchmal kommen sie bei der Nahrungssuche auch auf den Boden. Ausgewachsene Weibchen haben ein Revier von ungefähr vier Hektar, diese Reviere werden auch von Männchen und Jungtieren bewohnt. Sie leben in kleinen Gruppen. Tagsüber schlafen sie oft in kleinen Gruppen, die nächtlichen Streifzüge unternehmen sie entweder allein oder in kleinen Gruppen mit zwei bis drei Tieren.
Wie alle Fettschwanzmakis halten sie während der Trockenzeit einen Winterschlaf, der im April beginnt und im September endet. Vorher legen sie in ihrem Schwanz einen Fettvorrat an, wodurch dieser bis zu 30 % des Körpergewichts ausmachen kann.
Die Nahrung der Braunen Fettschwanzmakis besteht vorwiegend aus Nektar und reifen Früchten und wird ergänzt durch junge Blätter und Knospen. Gelegentlich nehmen sie Pollen zu sich, wobei sie eine wichtige Rolle bei der Bestäubung von Pflanzen wie der Liane Strongylodon craveniae spielen. Schließlich machen auch Insekten einen kleinen Teil ihrer Nahrung aus.

## Fortpflanzung
Die Paarung erfolgt im Oktober oder November direkt nach dem Winterschlaf. Dabei kommt es zur Bildung größerer Gruppen von bis zu 14 Tieren, die sehr laut und aufgeregt sind – möglicherweise Männchen in der Auseinandersetzung um das Paarungsvorrecht. Nach einer rund 70-tägigen Tragzeit bringt das Weibchen zwei oder drei Jungtiere zur Welt. Dafür legt es ein Nest aus Blättern und Zweigen an, in denen die Jungen ihre ersten Lebenswochen verbringen. Nach einem Monat können sie ihrer Mutter folgen und nehmen erstmals weiche Nahrung zu sich, endgültig entwöhnt werden sie mit rund sechs Wochen.

## Systematik
Der Braune Fettschwanzmaki wurde 1812 durch den französischen Zoologen Étienne Geoffroy Saint-Hilaire zusammen mit der Erstbeschreibung der Gattung Cheirogaleus erstmals wissenschaftlich beschrieben, wodurch er zur Typusart der Gattung wurde. Im Jahr 2000 beschrieb der britisch-australische Primatologe Colin Groves anhand von Museumsexemplaren einen weiteren Fettschwanzmakiart unter der Bezeichnung Cheirogaleus ravus. C. ravus wurde jedoch kurz darauf mit Cheirogaleus major synonymisiert, da sich die Art genetisch nicht von C. major unterscheiden lässt und das Verbreitungsgebiet von C. ravus innerhalb des Verbreitungsgebietes von C. major liegt. Möglicherweise handelt es sich bei C. ravus um eine farblich abweichende Morphe des Braunen Fettschwanzmakis.

## Gefährdung
Regional wird der Braune Fettschwanzmaki durch die Zerstörung seines Lebensraums dezimiert, insgesamt ist die Art aber häufig und weit verbreitet und zählt laut IUCN nicht zu den bedrohten Arten.

## Belege
1. ↑  É. Geoffroy Saint-Hilaire (1812): Notes sur trois dessins de Commerçon. Annales du Muséum National D'Histoire Naturelle, Paris 19: 171–175.
2. ↑  C. P. Groves 2000. The genus Cheirogaleus: unrecognized biodiversity in dwarf lemurs. International Journal of Primatology, Band 21, S. 943–962.
3. ↑  Linn F Groeneveld, David W Weisrock, Rodin M Rasoloarison, Anne D Yoder & Peter M Kappeler: Species delimitation in lemurs: multiple genetic loci reveal low levels of species diversity in the genus Cheirogaleus. März 2009, BMC Evolutionary Biology 9(1):30, DOI: 10.1186/1471-2148-9-30
4. ↑  Runhua Lei, Cynthia L. Frasier, Adam T. McLain, Justin M. Taylor, Carolyn A. Bailey, Shannon E. Engberg, Azure L. Ginter, Richard Randriamampionona, Colin P. Groves, Russell A. Mittermeier, Edward E. Louis Jr.: Revision of Madagascar's Dwarf Lemurs (Cheirogaleidae: Cheirogaleus): Designation of Species, Candidate Species Status and Geographic Boundaries Based on Molecular and Morphological Data. Primate Conservation 28: 9-35. 2014, doi: 10.1896/052.028.0110, Seite 28.